# Филатов, Сергей Борисович
Серге́й Бори́сович Фила́тов (род. 18 января 1951, Москва, СССР) — советский и российский религиовед и социолог религии. Кандидат исторических наук (1985), старший научный сотрудник Центра исследований общих проблем современного Востока Института востоковедения РАН.

## Биография
В 1973 году окончил психологический факультет МГУ им. М. В. Ломоносова.
В 1978 году окончил исторический факультет МГУ. (По данным официального сайта ИВ РАН С. Б. Филатов «в 1972—1979 гг. окончил 4 курса истфака МГУ».)
В 1973—1979 годы — младший научный сотрудник Института социологических исследований АН СССР.
В 1979—1981 годы — младший научный сотрудник Центрального экономико-математического института АН СССР.
В 1981—1997 годы — старший научный сотрудник Института США и Канады РАН.
В 1985 году в Институте США и Канады АН СССР защитил диссертацию на соискание учёной степени кандидата исторических наук по теме «Католическая церковь в общественно-политической жизни США».
В 1990—1992 годах — руководитель проекта общероссийских социологических исследований «Религиозность и мировоззрение населения России», проведённых по заданию Аналитического центра РАН.
В 1992—2002 годах — директор Социологического центра Московского общественного научного фонда.
С 1994 года — руководитель (с 1998 года совместно с М. Бурдо) проекта «Энциклопедия современной религиозной жизни России».
С 1997 года по настоящее время — старший научный сотрудник Центра исследований общих проблем современного Востока Института востоковедения РАН.
Автор более 150 научных и публицистических работ о месте и влиянии религии в общественной жизни США, СССР, Канады.
Ответственный редактор сборников статей: «Религия и демократия. На пути к свободе совести. Вып. II» (М.: Прогресс, 1993, 592 с.; совместно с Д. Е. Фурманом) и «Религия и права человека. На пути к свободе совести. Вып. III» (М.: Наука, 1996, 300 с.), «Религия и общество. Очерки религиозной жизни современной России» (М.—СПб.: Летний сад, 2002, 486 с.), «Islam e politica nello spazio post-sovietico». A cura di S. Filatov e A. Malasenko. Edizioni Fondazione Giovanni Agnelli. Torino. 2000, 182 p.
Ответственный редактор и составитель семитомного энциклопедического издания «Современная религиозная жизнь России. Опыт систематического описания».
Член редакционной коллегии информационно-аналогического журнала «Религия и право», издаваемого некоммерческим партнёрством «Славянский правовой центр».

## Сотрудничество
Кандидат социологических наук, доцент ТГПУ А. В. Филькина отмечает, что «существуют отдельные негосударственные объединения, в которых социологи участвуют в качестве экспертов, в частности Славянский правовой центр, с которым работает группа С. Филатова, В. Кравчук (РАГС)».

## Отзывы
В коллективной монографии «Социальное партнёрство государства и религиозных организаций» Р. Н. Лункин и С. Б. Филатов определены как «известные социологи религии».

## Научные труды

### Монографии
- Фурман Д. Е., Филатов С. Б., Фаликов Б. З. Религия в политической жизни США (70-е — нач. 80-х гг.) / Отв. ред. Ю. А. Замошкин, Д. Е. Фурман. — М.: Наука, 1985. — 225 с. — 4000 экз.
- Филатов, С. Б. Католицизм в США, 60-80-е гг. / Рос. АН, Ин-т США и Канады. — М.:Наука, 1993. — 140,[2]с.
- Религия и демократия. На пути к свободе совести. Вып. II /Отв. ред С. Б. Филатов и Д. Е. Фурман. — М.: «Прогресс», 1993. — 592 с.
- «Религия и права человека. На пути к свободе совести.» Вып. III /Отв. ред. С. Б. Филатов. — М.: «Наука», 1996. — 300 с.
- Islam e politica nello spazio post-sovietico./ A cura di S. Filatov e A. Malasenko. — Torino.:Edizioni Fondazione Giovanni Agnelli, 2000. — 182 p.
- «Религия и общество. Очерки религиозной жизни современной России». /Отв. ред. С. Б. Филатов. — М.-СПб., Летний сад, 2002. — 486 с.
- «Религия и глобализация на просторах Евразии»/ Отв. ред. Малашенко А. В. и Филатов С. Б. — М.: Московский центр Карнеги, «Неосторм», 2005. — 343 с.).
- «Религия и конфликт». / Отв. ред. Малашенко А. В. и Филатов С. Б.— М.: Московский центр Карнеги, «Российская политическая энциклопедия», 2007. — 287 с.
- Энциклопедия «Современная религиозная жизнь России»:
  - Современная религиозная жизнь России. Опыт систематического описания. Т. I /Отв. Ред. М. Бурдо, С. Б. Филатов. — М.: Университетская книга, Логос, 2004. — 328 с.
  - Современная религиозная жизнь России. Опыт систематического описания. Т. II /Отв. Ред. М. Бурдо, С. Б. Филатов. — М.: Университетская книга, Логос, 2003. — 480 с.
  - Современная религиозная жизнь России. Опыт систематического описания. Т. III /Отв. Ред. М. Бурдо, С. Б. Филатов. — М.: Университетская книга, Логос, 2005. — 464 с.
  - Современная религиозная жизнь России. Опыт систематического описания. Т. IV /Отв. Ред. М. Бурдо, С. Б. Филатов. — М.: Университетская книга, Логос, 2006. — 366 с.
- Атлас современной религиозной жизни России.
  - Атлас современной религиозной жизни России. Т.I./Отв. Ред. М. Бурдо, С. Филатов. — М.; СПб.: Летний сад, 2005. — 621 с.
  - Атлас современной религиозной жизни России. Т.II./Отв. Ред. М. Бурдо, С. Филатов. — М.; СПб.: Летний сад, 2006. — 686 с.
  - Атлас современной религиозной жизни России. Т.III./Отв. Ред. М. Бурдо, С. Филатов. — М.; СПб.: Летний сад, 2009. — 863 с.
- «Двадцать лет религиозной свободы в России»./ Отв. ред. Малашенко А. В. и Филатов С. Б. — М: РОССПЭН, Московский центр Карнеги, 2009. — 398 с.
- Религия и российское многообразие / Отв. ред. С. Филатов, М. Бурдо — СПб.: Летний сад, 2011. — 687 с.
- Религиозно-общественная жизнь в российских регионах (планируется 7 томов):
  - Религиозно-общественная жизнь в российских регионах. Том 1 / Отв. ред. С. Филатов — СПб.: Летний сад, 2014.

### Статьи
- Филатов С. Б. Православие на американской почве // «США: экономика, политика, идеология». — 1981. — № 10.
- Филатов С. Б. Католическая церковь и внешняя политика США // «США: экономика, политика, идеология». — 1984. — № 5.
- Филатов С. Б. Католическая церковь в современной общественной жизни США // Религия в политической жизни США. — М.: Наука, 1985.
- Филатов С. Б. Католицизм в общественно-политической жизни Канады // «США: экономика, политика, идеология». — 1987. — № 3.
- Филатов С. Б. Церковь и рейганомика // Наука и религия. — 1988. — № 1.
- Филатов С. Б. Нужна ли нам внутренняя заграница? // На пути к свободе совести, М.: Прогресс, 1989.
- Филатов С. Б. Взгляд из России: Воспоминания о поломничестве в Онтарио // «Логос. Диалог Восток-Запад» (Брюссель—Мюнхен—Москва). — 1995. — № 50.
- Филатов С. Б., Фурман Д. Е. Религия и политика в массовом сознании // Социологические исследования. — 1992. — № 7. — С. 3—12.
- Филатов С. Б. Православие в контексте посткоммунизма // «Век ХХ и мир». — 1992. — № 1.
- Филатов С. Б. Религия и политика в общественном сознании советского народа // Религия и демократия. — М.: Прогресс, 1993.
- Филатов С. Б. Во что сейчас верят русские люди? // Логос (Брюссель). — 1993. — № 48.
- Филатов С. Б. Парадоксы советского благочестия // Религия и демократия. — М.: Прогресс, 1993.
- Филатов С. Б. Как идёт религиозное возрождение России? // Наука и религия. — 1993. — № 5-7
- Филатов С. Б. Не пора ли избавиться от предрассудков? // Свободная мысль. — 1993. — № 3
- Воронцова Л. М., Филатов С. Б. Религиозность — демократичность — авторитарность // Политические исследования. — 1993. — № 3
- Филатов С. Б. Интеллигенция в постсоветском «капитализме» // Свободная мысль. — 1994. — № 5.
- Филатов С. Б. Религиозность и политическое сознание в постсоветской России // Религия, церковь в России и за рубежом" (Информационный бюллетень кафедры религиоведения РАГС). — 1994. — № 2.
- Филатов С. Б. Что такое национальная идея в России 90-х? // Русская идея и евреи. — М.: Наука, 1994.
- Филатов С. Б. Новая Россия в поисках идентичности. // Сб. «Нравственные ценности в эпоху перемен». — М.:"Христианский исследовательский центр", 1994.
- Филатов С. Б. Религия как фактор формирования гражданского общества в России // Гражданское общество и перспективы демократии в России. — М.:Российский научный фонд, 1994.
- Филатов С. Б. Русская православная церковь и политическая элита // Религия и политика в посткоммунистической России" М.:ИФ РАН, 1994. — С. 99-118.
- Филатов С. Б. Религия и политика в современном массовом сознании // Религия и политика в посткоммунистической России" М.:ИФ РАН, 1994. — С. 33-98.
- Филатов С. Б.«Русский путь» и гражданское общество // Свободная мысль. — 1995. — № 1.
- Воронцова Л. М., Филатов С. Б., Фурман Д. Е. Религия в современном массовом сознании // Социологические исследования. — 1995. — № 11. — С. 81—91.
- Филатов С. Б. Русская Церковь перед выбором: Свобода совести или духовная монополия? // Логос. Диалог Восток-Запад. — 1995. — № 50.
- Филатов С. Б. Нет совести без свободы совести. //«Религия и права человека. На пути к свободе совести.» / Вып. III. — М. Наука, 1996. — С. 12-17.
- Филатов С. Б. Поволжские народы в поисках национальной веры.//«Религия и права человека. На пути к свободе совести.» / Вып. III. — М. Наука, 1996. — С. 256—284.
- Филатов С. Б. Государственно-церковные отношения в России перед демократическим вызовом. // «Религия и государство в современной России. Научные доклады.» / Вып. 18. — М.: Московский центр Карнеги, 1997.
- Филатов С. Б. Российские традиции духовной тирании и новый закон о религии. // «Закон о свободе совести 1997 г.: международные нормы и российские традиции. Научные доклады». — М.: Московский общественный научный фонд, 1998. — № 68-М.
- Лункин Р. Н., Филатов С. Б. Конец 90-х: возрождение религиозной нетерпимости. // «Нетерпимость в России: старые и новые фобии». // Под ред. Г. С. Витковской и А. В. Малашенко.— Уфа-М.:Московский центр Карнеги, 1999.
- Филатов С. Б. Новое рождение старой идеи: православие как национальный символ. // Политические исследования. — 1999. — № 3. — С.138-149.
- Филатов С. Б. «Анархизм мирян» в русском православии: традиции и перспективы.- «Страницы: Журнал Библ.-Богосл. ин-та ап. Андрея.». — Том 4. — Вып.1. — 1999.
- Филатов С. Б. Рериховское движение в России: восстановление связи времён. // «Вопросы философии». — 1999. — № 12.
- Филатов С. Б. Язычество — константа евразийского сознания. // «Межкультурный диалог на евразийском пространстве. Башкортостан — евразийская модель межконфессионального согласия и толерантности». Материалы международной научной конференции 30 сентября — 2 октября 2002 г. — Уфа.: РИО БашГУ, 2002.
- Филатов С. Б. Православие по-поморски и по-новгородски // Религия и общество. Очерки религиозной жизни современной России. — М.-СПб.: Летний сад, 2002. — С.33-57.
- Филатов С. Б. Религиозная жизнь Поволжья. Прагматичное христианство // Религия и общество. Очерки религиозной жизни современной России. — М.-СПб.: Летний сад, 2002. — С. 58-74.
- Филатов С. Б. Особенности религиозной жизни Карелии // Религия и общество. Очерки религиозной жизни современной России. — М.-СПб.: Летний сад, 2002. — С. 75-89.
- Филатов С. Б. Евразийство и Религиозная жизнь Татарстана // Религия и общество. Очерки религиозной жизни современной России. М.-СПб.: Летний сад, 2002. — С. 90-113.
- Филатов С. Б. Религия и общество в Башкортостане // Религия и общество. Очерки религиозной жизни современной России. — М.-СПб.: Летний сад, 2002. — С. 114—134.
- Филатов С. Б. Языческое возрождение — поволжская религиозная альтернатива // Религия и общество. Очерки религиозной жизни современной России. — М.-СПб.: Летний сад, 2002. — С. 135—157.
- Лункин Р. Н., Филатов С. Б. Северный Кавказ: горские народы в поисках религиозной идентичности // Религия и общество. Очерки религиозной жизни современной России. — М.-СПб.: Летний сад, 2002. — С.158-188.
- Филатов С. Б. Якутия перед религиозным выбором: шаманизм или христианство // Религия и общество. Очерки религиозной жизни современной России. — М.-СПб.: Летний сад, 2002. — С. 189—201.
- Филатов С. Б. Хакасия. Сгусток религиозных проблем Сибири // Религия и общество. Очерки религиозной жизни современной России. — М.-СПб.: Летний сад, 2002. — С. 202—212.
- Филатов С. Б. Алтайский Бурханизм // Религия и общество. Очерки религиозной жизни современной России. — М.-СПб.: Летний сад, 2002. — С. 233—246.
- Филатов С. Б. Старообрядчество: в поисках потерянного града Китежа // Религия и общество. Очерки религиозной жизни современной России. — М.-СПб.: Летний сад, 2002. — С. 247—267.
- Филатов С. Б. Католики и католицизм в России // Религия и общество. Очерки религиозной жизни современной России. — М.-СПб.: Летний сад, 2002. — С. 268—292
- Филатов С. Б. Феномен российского протестантизма // Религия и общество. Очерки религиозной жизни современной России. — М.-СПб.: Летний сад, 2002. — С. 293—314.
- Филатов С. Б. Российское лютеранство // Религия и общество. Очерки религиозной жизни современной России. — М.-СПб.: Летний сад, 2002. — С. 315—335.
- Филатов С. Б. Новые религиозные движения — угроза или норма жизни? // Религия и общество. Очерки религиозной жизни современной России. — М.-СПб.: Летний сад, 2002. — С. 401—449.
- Филатов С. Б.Рерихианство: синтетическое мировоззрение или новая религия? // Религия и общество. Очерки религиозной жизни современной России. — М.-СПб.: Летний сад, 2002. — С. 450—469.
- Филатов С. Б. Религия в постсоветской России // Религия и общество. Очерки религиозной жизни современной России. — М.-СПб.: Летний сад, 2002. — С. 470—483.
- Филатов С. Б. Послесловие. Религия в постсоветской России // Религия и общество. Очерки религиозной жизни современной России. — М.; СПб., 2002.
- Филатов С. Б. Возвращение к основам (протестантский фундаментализм) // Фундаментализм. / Под ред. З. И. Левина. — М.: Институт востоковедения РАН, «Крафт+», 2003. — С. 107—126. ISBN 5-89282-214-1, ISBN 5-93675-051-5
- Филатов С. Б. Архангельский край — хранитель духовных традиций Новгородской республики // Гуманитарные исследования и гуманитарное образование на Европейском Севере. — Архангельск, 2003.
- Филатов С. Б. Осознаёт ли второй Рим своё родство с Римом первым? (Christentum als Wertebasis Europas? Zur Sozialdoktrin der Russisch-Orthodoxen Kirche) // Неприкосновенный запас, 2003, № 4 (Osteuropa, september-october 2003). — С. 47-56.
- Филатов С. Б. Региональные особенности православной религиозности в России: традиции и современность // Orthodox Christianity and Contemporary Europe. Ed. by J. Satton and W. Bercken, Leuven-Paris- Dudlex, MA. Peeters. 2003. — С. 229—248.
- Струкова А. С., Филатов С. Б. От протестантизма в России к русскому протестантизму // Неприкосновенный запас, 2003. — № 6. — С.21-32.
- Филатов С. Б. Тропами чудесного мира российской религиозности. // "Университетская книга, 2004. — № 1
- Филатов С. Б. Российский протестантизм: успех в равнодушном к вере обществе. // «Вопросы философии». — 2004. — № 5.
- Филатов С. Б. Религиозная жизнь Евразии: реакция на глобализацию.//«Религия и глобализация на просторах Евразии». — М.: Московский центр Карнеги, «Неосторм», 2005.
- Филатов С. Б. Религиозный плюрализм и религиозная терпимость на северо-западе России: общество и власть. // Религиозная ситуация на Северо — западе России и в странах Балтии (традиция и современность)./ Сборник статей по итогам II Международной научной конференции 21-22 февраля 2005 г. — СПб: ООО Светоч, 2005 г.
- Лункин Р. Н., Филатов С. Б. Статистика российской религиозности: магия цифр и неоднозначная реальность // Социологические исследования. — 2005. — № 6. — С. 35—45. (перепечатка в Русское ревью, № 3-4 за июнь-июль 2005)
- Филатов С. Б. Русская Православная Церковь в поисках культурно-эстетического национального идеала. // «Aesthetics as a religious factor in Eastern and Western Christianity». Leuven-Paris- Dudley,MA, Peeters, 2005, ed. by Wil van den Bercken and Jonathan Sutton (перепечатка в Русское ревью. — № 13. — 2006.)
- Филатов С. Б. Финно-угры в современной Русской православной церкви. // Материалы по исследованию религиозной ситуации на Северо-западе России и в странах Балтии. /Вып. III. — СПб.: Инкери, 2006.
- Филатов С. Б. Трагедия российских немцев и российская религиозность. // «Современная Европа», 2007. — № 4
- Филатов С. Б. Традиционные религии, «русская цивилизация» и суверенная демократия. // Сб. «Религия и политические конфликты на просторах Евразии». Отв. ред. А. В. Малашенко и С. Б. Филатов. — М.:РОССПЭН, 2007
- Филатов С. Б. Новгородская духовность: Феникс возрождается вновь. Материалы по исследованию религиозной ситуации на Северо-Западе России и странах Балтии. Вып. IV. Санкт-Петербург. 2007.
- Филатов С. Б. Буддизм в Калмыкии. // Сб. «Восточный социум и религия». — М: ИВ РАН, 2009. — С. 359—370.
- Филатов С. Б. Многоцветие волшебного сада российской духовности: двадцать лет возрастания религиозного многообразия постсоветской России. // Сб. «Двадцать лет религиозной свободы в России». — М: РОССПЭН, Московский центр Карнеги, 2009.

## Публицистика
- Филатов С. Б. Язычество. Рождение или возрождение? // Дружба народов. — 1994. — № 11-12.
- Филатов С. Б. Возродит ли религия Россию? // «Истина и жизнь». — 1995. — № 12.
- Филатов С. Б. Удмуртия: языческий вызов христианству. // «Дружба народов». — 1996. — № 3.
- Филатов С. Б., Щипков А. В. Башкортостан: религия и власть. // «Дружба народов». — 1996. — № 5.
- Филатов С. Б. Старообрядчество: Вчера, сегодня, завтра // «Истина и жизнь». — 1996. — № 6.
- Филатов С. Б. Урал. Прельщение монетаризмом. // «Дружба народов». — 1996. — № 12.
- Филатов С. Б. Современная Россия и секты. // «Иностранная литература». — 1996. — № 8. — С. 201—219. (копия)
- Воронцова Л., Филатов С. Б. Церковь достоинства. Старообрядческая альтернатива: прошлое и современность. // «Дружба народов». — 1997. — № 5.
- Филатов С. Б. Нетрадиционная религиозность в посткоммунистической России. // «Истина и жизнь». — 1997. — № 5-7.
- Филатов С. Б.  Якутия. Обретение кута. // «Дружба народов». — 1998. — № 2.
- Воронцова Л., Филатов С. Б.  Татарстанское евразийство: евроислам плюс европравославие. // «Дружба народов». — 1998. — № 8
- Воронцова Л., Филатов С. Б.  Судьба католицизма в России. // «Иностранная литература». — 1998. — № 11.
- Филатов С. Б. В пограничье ислама и христианства. Религиозная жизнь Татарстана. // «Истина и жизнь». — 1998. — № 12.
- Филатов С. Б. Алтайский бурханизм: вера или мечта о вере ?. // «Дружба народов». — 1999. — № 2.
- Филатов С. Б. Поволжье: 350 лет религиозного плюрализма.// «Дружба народов». — 1999. — № 8.
- Филатов С. Б. Карелия: православно-лютеранское пограничье. // «Дружба народов». — 2000. — № 5.
- Лункин Р. Н., Филатов С. Б. Другая Святая Русь. Духовный опыт возрождения Русского Севера.// «Дружба народов». — 2001. — № 5.
- Стёпина А., Филатов С. Б. Русское лютеранство: между протестантизмом, православием и католицизмом.// «Дружба народов». — 2002. — № 9.
- Филатов С. Б. Христианские религиозные сообщества России как субъект гражданского общества // «Отечественные записки».— 2005. — № 6 (копия)
- Филатов С. Б. Обращение редактора в связи с выходом первого номера издания // Русское ревью. — № 1. — Апрель 2005.
- Филатов С. Б., Р. Н. Лункин Белгородчина: земская симфония губернатора и архиепископа // Русское ревью. — № 1. — Апрель 2005.
- Филатов С. Б. Юрий Савенко: Созданный механизм использования психиатрии в карательных целях может быть использован против любых, а не только религиозных, инакомыслящих. // Русское ревью. — № 1. — Апрель 2005.
- Филатов С. Б. РПЦ и юбилей Победы // Русское ревью. — № 2. — Май 2005.
- Филатов С. Б. Протоиерей Михаил Ардов: Жуков, Молотов, Берия, Говоров — это сталинская гвардия. Циничные, жестокие и безбожные люди, которые не могли быть верующими. // Русское ревью. — № 2. — Май 2005.
- Лункин Р. Н., Филатов С. Б. Трагедия российских немцев и российская религиозность. // Русское ревью. — № 2. — Май 2005.
- Филатов С. Б. Наставник-бизнесмен — анахронизм или первая ласточка? // Русское ревью. — № 3,4. — Июнь-июль 2005.
- Филатов С. Б.Кто наследники Бориса Талантова? // Русское ревью. — № 3,4. — Июнь-июль 2005.
- Филатов С. Б. Вступление редактора // Русское ревью. — № 3,4. — Июнь-июль 2005.
- Лункин Р. Н., Филатов С. Б. Нижний Новгород: два архиепископа — два проекта возрождения РПЦ// Русское ревью. — № 3,4. — Июнь-июль 2005.
- Филатов С. Б. Губернатор Абрамович и епископ Диомид // Русское ревью. — № 7. — Январь 2006.
- Филатов С. Б. Шуйское княжение архимандрита Никона (Фомина). // Русское ревью. — № 9. — Март 2006.
- Филатов С. Б. Новгородская духовность: русская демократия и русская вера. Возрождение идеалов Республики и РПЦ. // Русское ревью. — № 10. — Апрель 2006. — С.5
- Филатов С. Б.(пер. с англ.). Ксения Деннен (англиканка) Англикане и Россия // Русское ревью. — № 11. — Май 2006.
- Филатов С. Б. Интервью пропста Центрального пропства Евангелическо-Лютеранской Церкви Европейской части России пастора Владимира Владиславовича Кюнтцеля. // Русское ревью. — № 12. — Июнь-июль 2006. — С. 5
- Филатов С. Б. Страничка редактора. Презентация книг Энциклопедии современной религиозной жизни России, 15.03.06, актовый зал РХГА // Русское ревью. — № 13. — Октябрь 2006.
- Филатов С. Б. Христианские религиозные сообщества России, как субъект Гражданского общества.// Русское ревью. — № 13. — Октябрь 2006. (статья также была опубликована впервые в журнале «Отечественные записки», 2005, № 6)
- Филатов С. Б., Лункин Р. Н.. Рождение русского меннонитства. // Русское ревью. — № 13. — Октябрь 2006. (также данная статья с небольшими сокращениями была опубликована на немецком языке в швейцарском журнале Glaube in der 2. Welt (2006, № 10).)
- Филатов С. Б. Рождение российского православного протестантизма // Русское ревью. — № 14. — Ноябрь 2006.
- Филатов С. Б. Культ святого благоверного князя Олега Рязанского. Рязанцы отстаивают своё достоинство. // Русское ревью. — № 15. — Декабрь 2006. — С. 3
- Филатов С. Б. Белгородчина: земская симфония губернатора и архиепископа. // «Религия и право». — 2006. — № 1—2.
- Филатов С. Б. Кремлёвские аппетиты рязанского владыки. // Русское ревью. — № 1. — Январь 2007. — С.5
- Лункин Р. Н., Филатов С. Б. Уэльс: назад к Православию. // Русское ревью. — № 3. — Март 2007.
- Филатов С. Б. Тульские хранители чистоты кальвинизма. // Русское ревью. — № 4. — Апрель 2007.
- Филатов С. Б. Бурятия: евразийство в буддистском контексте. // Русское ревью. — № 5. — Май 2007.
- Филатов С. Б. Тверская епархия и Тверская идея.// Русское ревью. — № 6. — Июнь 2007.
- Филатов С. Б. Псковская особица на Северо- Западе: оборонное сознание против гражданственности. // Русское ревью. — № 11. — Ноябрь 2007. — С. 6
- Филатов С. Б. Страничка редактора. // Русское ревью. — № 11. — Декабрь 2007.
- Филатов С. Б. Традиционные религии, «русская цивилизация» и суверенная демократия. // Русское ревью. — № 11. — Декабрь 2007. — С. 11
- Филатов С. Б. Новгородская духовность: русская демократия и русская вера. // «Религия и право».— 2007. — № 1
- Филатов С. Б. Старая Русса. Наследие Достоевского — источник православия. //«Религия и право». — 2008. — № 2 — С. 8-10.
- Филатов С. Б. Старая Русса. Наследие Достоевского — источник православия. // Русское ревью. — № 1. — Январь 2008. — С. 3
- Филатов С. Б. Вьетнамский отчёт // Русское ревью. — № 1. — Январь 2008. — С. 5
- Филатов С. Б. Алексей Баринов — православный Ходорковский со Студеных морей. // Русское ревью. — № 3. — Март 2008. — С. 3
- Лункин Р. Н., Филатов С. Б. Художественное православие архиепископа Иоанна Береславского. // Русское ревью. — № 3. — Июнь 2008. — С. 4
- Филатов С. Б. Профессор Марк Эллиотт: «В русской культуре многое порождено опытом страдания. Этот опыт страдания я вижу в иконах, музыке, классической литературе». Интервью историка и церковно-общественного деятеля профессора Марка Эллиотта. // Русское ревью. — № 3. — Ноябрь 2008.
- Лункин Р. Н., Филатов С. Б. «Научите все народы…».// «Отечественные записки». — 2008. — № 6. — С. 241—253
- Филатов С. Б. А в Туле уверены в святости Алексея Хомякова. // Русское ревью. — № 1. — Январь 2009.
- Филатов С. Б. Patriarch est mort, vive le Patriarch ! // Русское ревью. — № 4. — Апрель 2009.
- Филатов С. Б. Танцующее православие. Вологодский опыт. // Русское ревью. — № 5. — Май 2009.
- Филатов С. Б. Буддисты Калмыкии: между Тибетом, заветами предков и евробуддизмом. // Русское ревью. — № 6-7. — Июнь-Июль, 2009.
- Лункин Р. Н., Филатов С. Б. «Научите все народы…». // Русское ревью. — Ноябрь 2009. — № 11.
- Филатов С. Б. Многоцветие волшебного сада российской духовности. 20 лет возрастания религиозного многообразия постсоветской России. // Русское ревью. — Ноябрь 2009. — № 11.
- Филатов С. Б. Страничка редактора. // Русское ревью. — Ноябрь 2009. — № 11.
- Филатов С. Б. Вьетнам: религия и власть. // «Религия и право». — 2009. — № 1. — С. 35-38.
- Филатов С. Б. Православие в Туле и почитание Алексея Хомякова. // «Религия и право». — 2009. — № 2. — С. 26-29.
- Филатов С. Б. Patriarch est mort, vive le Patriarch ! // «Религия и право». — 2009. — № 3. — С. 26-34.
- Лункин Р. Н., Филатов С. Б. Вольнодумие на берегах Амура и московская идеология православной цивилизации: где тонко, там и рвётся. // Русское ревью. — Январь 2010. — № 1.
- Филатов С. Б. Религиозно-общественная жизнь России осенью 2009 г. // Русское ревью. — Январь 2010. — № 1.
- Филатов С. Б. Владимиро- Суздальское монастырское царство. // Русское ревью. — Февраль 2010. — № 2.
- Филатов С. Б. Буддизм в Бурятии: новые тенденции. // Русское ревью. — Март 2010. — № 3.
- Лункин Р. Н., Филатов С. Б. Железная поступь реституции. Кому она выгодна? // Русское ревью. — Апрель 2010. — № 4.
- Лункин Р. Н., Филатов С. Б. Религиозно-общественная жизнь России весной-летом 2010 года. [I. Патриарх Кирилл: реорганизация институтов и выработка курса. (С. Филатов). II. Русские протестанты: новые лица и тенденции. (Р. Лункин)]. // Русское ревью. — Октябрь 2010. — № 10.
- Филатов С. Б. Религиозно-общественная жизнь России осенью 2010 года. Порочный круг церковно-государственного соработничества. // Русское ревью. — Январь 2011. — № 1.
- Филатов С. Б. Религиозно- общественная жизнь Ненецкого автономного округа — плюрализм и терпимость на староверческих и шаманистских традициях. // Русское ревью. — Май 2011. — № 5.
- Филатов С. Б. Религиозно-общественная жизнь России зимой 2010—2011 годов-осенью 2011 года. Кирилловы реформы продвигаются от макушки к корням. // Русское ревью. — Октябрь 2011. — № 11.
- Филатов С. Б. Религия и президенты республики Башкортостан. // Русское ревью. — Декабрь 2011. — № 12.
- Филатов С. Б. Религия и президенты республики Башкортостан // «Религия и право». — 2012 — № 1. — С.15—24
- Филатов С. Б. Рыльская духовность. Уникальное наследие архимандрита Ипполита (Халина). // Русское ревью. — Январь 2012. — № 1.
- Филатов С. Б. Религиозно-общественная жизнь зимой 201—2012 гг. РПЦ и демократическое движение: сервилизм или православная салазаровщина? // Русское ревью. — Февраль-Март 2012. — № 2-3.
- Филатов С. Б. Проблема российского сиротства, протоиерей Андрей Воронин и православные приюты. // Русское ревью. — Июнь 2012.

## Интервью
- Александр Дерябин Сергей Филатов: «Быть верующим политиком теперь полезно» (недоступная ссылка) // Независимая газета, 15.04.2008 г.